# 愛別町
愛別町（あいべつちょう）は、北海道上川地方中部の石狩国上川郡にある町。

## 概要
町名はアイヌ語の「アイペッ（矢、或いはトゲ・川）」からとされ、土地の傾斜が急な為、流れが矢のように速い川（愛別川）があり、その川の名が町名に広がったとの説がある。しかし、愛別川はそれほど急流というわけではなく、また、「アイ」はトゲがあるということからイラクサも指し、その意味を「イラクサ・川」「矢の原料になる木がある川」とする説もある。きのこの一大生産地として有名。

## 地理
- 上川盆地の北東端、石狩川と愛別川の合流点にある。

### 隣接している自治体
- 上川総合振興局管内
  - 士別市
  - 上川郡 (石狩国)：上川町、当麻町、比布町

## 歴史
- 1895年 和歌山・岐阜・愛知から179戸が入植する（愛別町の開基）
- 1897年 鷹栖村（現:旭川市東鷹栖・鷹栖町）から分村、上川郡愛別村
- 1906年 二級町村制、愛別村
- 1924年 上川郡上川村（現:上川町）が分村
- 1937年 一級町村制、愛別村
- 1961年 町制施行、愛別町

## 行政
歴代首長
| 代                  | 首長名     | 任期                                    | 任期数 |
| ------------------- | ---------- | --------------------------------------- | ------ |
| 初代戸長            | 七条元次   | 1897年（明治30年） - 1899年（明治32年） |        |
| 2代目戸長           | 草浦耕蔵   | 1899年（明治32年） - 1906年（明治39年） |        |
| 初代村長            | 和井内喜之 | 1906年（明治39年） - 1907年（明治40年） |        |
| 2代目村長           | 松塚宗夫   | 1907年（明治40年） - 1910年（明治43年） |        |
| 3代目村長           | 太田竜太郎 | 1910年（明治43年） - 1916年（大正5年）  |        |
| 4代目村長           | 森谷千仭   | 1916年（大正5年） - 1921年（大正10年）  |        |
| 5代目村長           | 水野豊次郎 | 1921年（大正10年） - 1923年（大正12年） |        |
| 6代目村長           | 原 多市    | 1924年（大正13年） - 1941年（昭和16年） |        |
| 7代目村長           | 堀家万太郎 | 1941年（昭和16年） - 1947年（昭和22年） |        |
| 8代目村長           | 森畑森太郎 | 1947年（昭和22年） - 1955年（昭和30年） | 2      |
| 9代目村長・初代町長 | 前仏豊作   | 1955年（昭和30年） - 1967年（昭和42年） | 3      |
| 2代目町長           | 中山松雄   | 1967年（昭和42年） - 1969年（昭和44年） | 1      |
| 3代目町長           | 奥村時要   | 1969年（昭和44年） - 1985年（昭和60年） | 4      |
| 4代目町長           | 久米 敏    | 1985年（昭和60年） - 1997年（平成9年）  | 3      |
| 5代目町長           | 江渕昇一   | 1997年（平成9年） - 2005年（平成17年）  | 2      |
| 6代目町長           | 矢野宣行   | 2005年（平成17年） - 2009年（平成21年） | 1      |
| 7代目町長           | 矢部福二郎 | 2009年（平成21年）- 2013年（平成25年）  | 1      |
| 8代目町長           | 前佛秀幸   | 2013年（平成25年）-                     |        |

町議会
- 定数9人（任期：2015年4月30日）

## 経済

### 産業
- 稲作が主だが、1972年から始まったキノコ栽培も愛別町の農業の柱となっており、全道有数の「きのこの里」として知られている。
- 町域の8割が山林で、林業・木工業も盛ん。

### 金融機関
- 旭川信用金庫愛別支店

### 農協
- 上川中央農業協同組合（JA上川中央）

### 郵便局
- 愛別郵便局（集配局）
- 中愛別郵便局
- 愛山郵便局
- 愛別駅前簡易郵便局

### 宅配便
- ヤマト運輸：道北主管支店北海道上川センター（旭川市）
- 佐川急便：旭川営業所（旭川市）

## 公共機関

### 警察
- 旭川東警察署愛別駐在所・愛山駐在所

### 消防
- 大雪消防組合愛別消防署

## 姉妹都市・提携都市

### 国内
その他
- 愛のまち交流
  - 1988年（昭和63年）滋賀県愛東町女性C・Iチームから送られてきた一粒のバレンタインチョコレートがきっかけとなり始まった、全国の「愛」のつく街の交流。

4町では、これまで約四半世紀にわたって役場はもとより、青少年や婦人会など官民あげた交流が続いてきた。1994年（平成6年）には愛別町において4町の町長が一堂に会し、「愛のまちサミット」が開催された。その後、平成の大合併に伴い、愛東町は東近江市へ、愛野町は雲仙市へそれぞれ編入されたが、交流は今も続いている。
また、同時に、合併に伴い、新たに、滋賀県愛荘町、愛知県愛西市、愛媛県愛南町が誕生しており、2014年（平成26年）には、愛別町の職員有志が、それぞれの街にバレンタインチョコレートを送り、新たな交流を呼びかけた。

## 地域

### 人口
| |                                        |  |
| 愛別町と全国の年齢別人口分布（2005年） | 愛別町の年齢・男女別人口分布（2005年） |  |
| ■紫色 ― 愛別町 ■緑色 ― 日本全国 | ■青色 ― 男性 ■赤色 ― 女性              |  |
| 愛別町（に相当する地域）の人口の推移 \| 1970年（昭和45年） \| 7,443人 \| \| \| 1975年（昭和50年） \| 6,343人 \| \| \| 1980年（昭和55年） \| 5,815人 \| \| \| 1985年（昭和60年） \| 5,363人 \| \| \| 1990年（平成2年） \| 4,735人 \| \| \| 1995年（平成7年） \| 4,322人 \| \| \| 2000年（平成12年） \| 4,065人 \| \| \| 2005年（平成17年） \| 3,739人 \| \| \| 2010年（平成22年） \| 3,328人 \| \| \| 2015年（平成27年） \| 2,976人 \| \| \| 2020年（令和2年） \| 2,605人 \| \| |                                        |  |
| 総務省統計局 国勢調査より |                                        |  |
| 1970年（昭和45年） | 7,443人                                |  |
| 1975年（昭和50年） | 6,343人                                |  |
| 1980年（昭和55年） | 5,815人                                |  |
| 1985年（昭和60年） | 5,363人                                |  |
| 1990年（平成2年） | 4,735人                                |  |
| 1995年（平成7年） | 4,322人                                |  |
| 2000年（平成12年） | 4,065人                                |  |
| 2005年（平成17年） | 3,739人                                |  |
| 2010年（平成22年） | 3,328人                                |  |
| 2015年（平成27年） | 2,976人                                |  |
| 2020年（令和2年） | 2,605人                                |  |

### 教育
- 中学校
  - 町立中学校(1校) - 愛別中学校
- 小学校
  - 町立小学校(1校) - 愛別小学校
- 養護学校
  - 道立高等養護学校(1校) - 北海道美深高等養護学校あいべつ校
- 大学施設
  - 北海道大学理学部愛別地震地殻変動観測所

## 交通

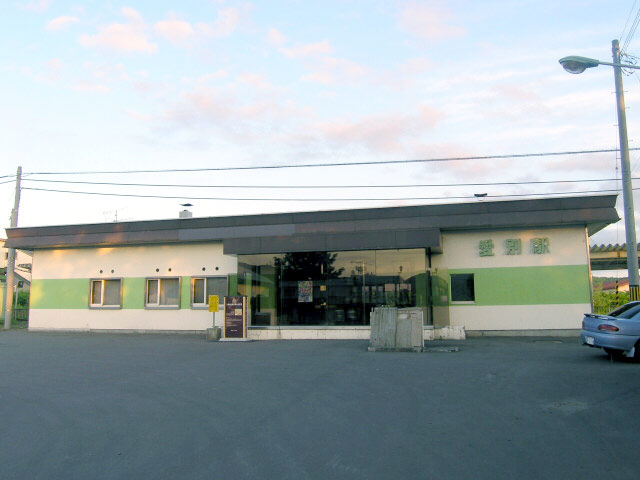
愛別駅

### 空港
- 愛別飛行場　現在は不動産会社による施設管理のみ

### 鉄道
- 北海道旅客鉄道（JR北海道）
  - 石北本線：愛別駅 - 中愛別駅 - 安足間駅
    - このほか中愛別駅 - 安足間駅間に愛山駅が存在したが、2024年（令和6年）3月16日をもって廃止された。
- 愛別馬車軌道（未成線）明治時代愛別村の農産物等物資は比布駅へ送られていたがその道路は春先の融雪期や降雨後は泥濘甚だしく人馬の通行が困難であった[2][3]。そのため馬車鉄道敷設を計画した。明治43年6月30日特許状が下付されると[4]明治44年に愛別馬車軌道株式会社を比布村に設立。取締役は比布村及び愛別村よりでていた[5]。しかし大正5年には特許失効となった[6]。

### バス
- 道北バス
  - 旭川市 - 比布町 - 愛別町（旭川駅前 - 男山公園 - 比布 - 愛別駅前）
  - 旭川市 - 当麻町 - 愛別町 - 上川町（旭川駅前 - 永山 - 当麻 - 愛別橋 - 上川駅前 - 層雲峡）
- 高速「サンライズ号」 - 道北バス・北海道北見バス・阿寒バス共同運行
  - 釧路市・阿寒町・津別町・北見市 - 愛別町
- 愛別町営バス - 事前予約により町内各地を運行するデマンド運行

### タクシー
- 上川圏のエリア

タクシー会社
- 愛別ハイヤー

### 道路
- 高速道路
  - 旭川紋別自動車道：愛別IC、愛山上川IC
- 一般国道
  - 国道39号
- 都道府県道
  - 北海道道101号下川愛別線
  - 北海道道140号愛別当麻旭川線
  - 北海道道223号愛山渓上川線
  - 北海道道296号比布愛別停車場線
  - 北海道道640号中愛別上川線
  - 北海道道1169号愛別インター線

## 名所・旧跡・観光スポット・祭事・催事

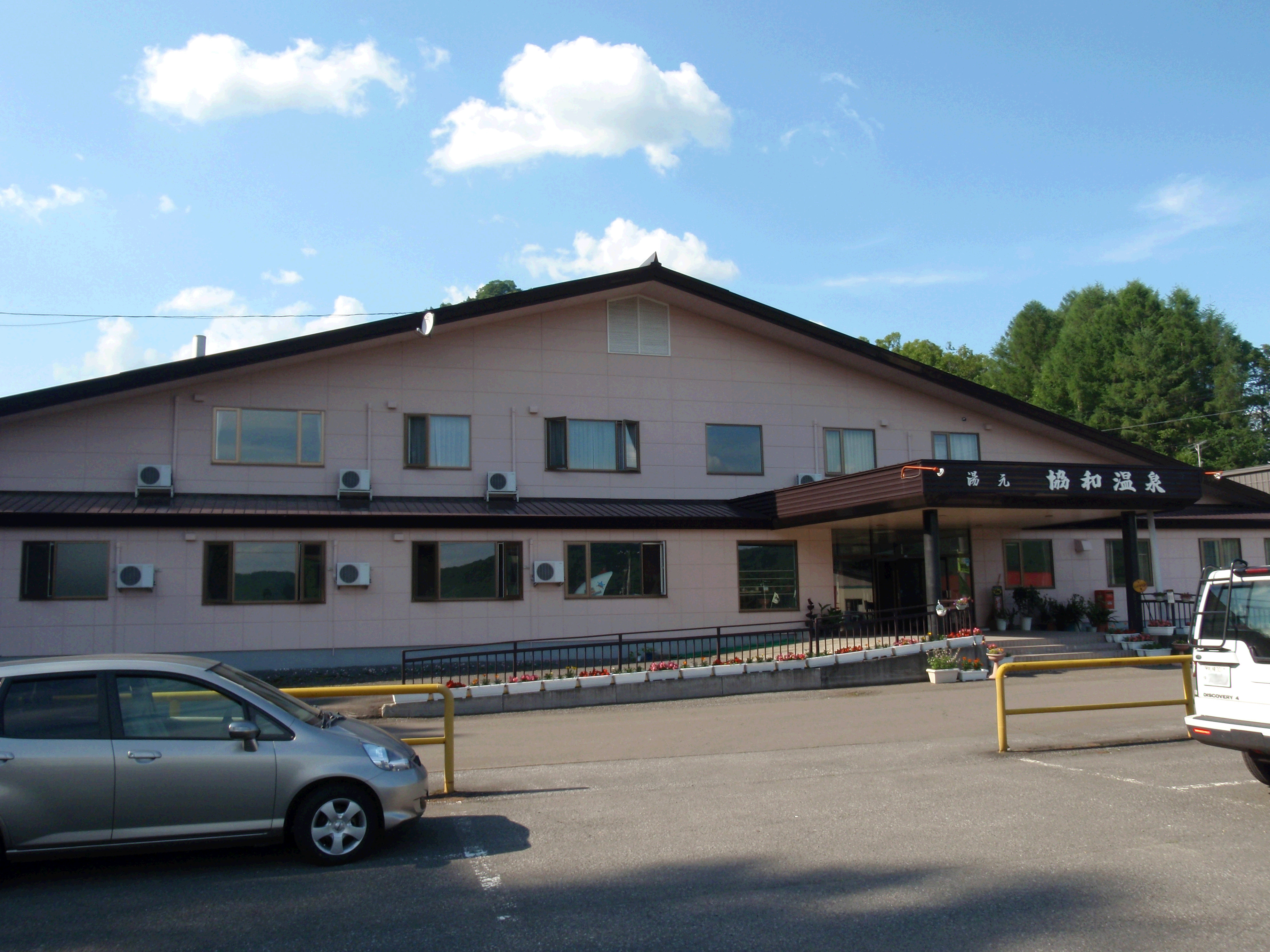
協和温泉

- 愛別岐阜獅子神楽 - 町の文化財、愛別岐阜獅子神楽保存会
- 愛別神社ジャンボしめ縄 - 町民有志で作る「愛別神社しめ縄会」が毎年約10日間がかりで作り、12月30日に同神社の大鳥居に取りつけられる。長さは約8メートル、中心部は約2メートル50cmで、重さは約600kgにもなる。年の瀬の風景として、毎年、テレビや新聞で取り上げられている。近年は正月期間中ライトアップされており、参拝者をはじめとして通行人の目をも楽しませている。6月25日〜26日の同神社例大祭までの約半年間吊り下げられている。
- きのこの里フェスティバル
- 協和温泉
- 旭川国際カントリークラブ - （ゴルフ場）全18ホール（全長6,963ヤード、パー72）
- きのこの里あいべつオートキャンプ場
- カートランドARK（エーアールケイ）- レーシングカートコース。全長は約650 m、直線は約8m m。
- きのこの里パークゴルフ場 - 全27ホールのパークゴルフ場
- 富沢ファミリークラブ - パークゴルフ場
- 石垣山（いしがきやま） - 標高525 m。柱状節理の岩により形成されている。ロッククライミングの名所でもある。
- 百田宗治（ももたそうじ）詩碑 - 安足間(あんたろま)地区（愛山町地区）の地を何度も訪れ、永住をも考えた詩人「百田宗治」が詠んだ「安足間」の詩碑。
- 中井延也石の彫刻公園 - 愛別町出身の彫刻家中井延也の作品を野外に展示した公園。2014年に町開拓120年記念事業の一環として整備された。
- ハッピー・ボーン - 町民に子供が生まれ出生届が提出されると、昼12時に音物の花火（五段雷）が鳴る。1990年3月より、町民有志による「祝っちゃる会」が運営。20年以上続くこの取り組みは静かに、しかし着実に町民に浸透し、花火が鳴った瞬間、愛別小学校の児童は自発的に拍手をしたり歓声を上げたりして、未来の後輩たちの誕生を祝福している。2013年度には通算500人目の祝砲が上がった。
- 「君の椅子プロジェクト」 - 町内で生まれた赤ちゃんに世界でたった一つの木製の椅子を贈る「君の椅子プロジェクト」に2010年度から参加している（参加町は、他に、東川町、剣淵町、東神楽町、中川町、長野県売木村）。

## 有名人
- 旭國斗雄（大相撲元大関）
- 中井延也（彫刻家）
- 菅原雅雪（漫画家）
- 小野寺与吉（詩人）